# Nederlands kampioenschap shorttrack 2011
Het Nederlands kampioenschap shorttrack 2011 werd op 5 en 6 februari gehouden in Groningen. De allround titel bij de mannen ging naar Sjinkie Knegt en bij de vrouwen naar Jorien ter Mors.

## Resultatenoverzicht[2]
|                    | Goud              | Zilver           | Brons                |
| ------------------ | ----------------- | ---------------- | -------------------- |
| Mannen senioren    | Sjinkie Knegt     | Niels Kerstholt  | Freek van der Wart   |
| Vrouwen senioren   | Jorien ter Mors   | Annita van Doorn | Yara van Kerkhof     |
| Jongens junioren A | Itzhak de Laat    | Mark Prinsen     | Christiaan Bökkerink |
| Meisjes junioren A | Lara van Ruijven  | Lois Kloor       | Tineke Groeneveld    |
| Jongens junioren B | René de Groot     | Joris Peperkamp  | Dennis Visser        |
| Meisjes junioren B | Manon van Hoeven  | Manon de Boer    | Velda Tjalma         |
| Jongens junioren C | Dennis Kruyswijk  | Mylan Elzink     | Leon Bloemhof        |
| Meisjes junioren C | Suzanne Schulting | Sara Rog         | Aafke Soet           |

## Mannen

### Afstandsmedailles
| Onderdeel | Goud            | Zilver             | Brons              |
| --------- | --------------- | ------------------ | ------------------ |
| 500m      | Niels Kerstholt | Sjinkie Knegt      | Daan Breeuwsma     |
| 1000m     | Niels Kerstholt | Sjinkie Knegt      | Freek van der Wart |
| 1500m     | Sjinkie Knegt   | Freek van der Wart | Niels Kerstholt    |
| 3000m     | Itzhak de Laat  | Sjinkie Knegt      | Niels Kerstholt    |

### Puntenklassement
| #      | Schaatser            | 1500m  | 500m   | 1000m  | 3000m  | Afstandspunten | Finalepunten |
| ------ | -------------------- | ------ | ------ | ------ | ------ | -------------- | ------------ |
| Goud   | Sjinkie Knegt        | 1 (34) | 2 (21) | 2 (21) | 2 (21) | 7              | 97           |
| Zilver | Niels Kerstholt      | 3 (13) | 1 (34) | 1 (34) | 3 (13) | 8              | 94           |
| Brons  | Freek van der Wart   | 2 (21) | 4 (8)  | 3 (13) | 4 (8)  | 13             | 50           |
| 4      | Itzhak de Laat       | 5 (5)  | 5      | 8      | 1 (34) | 19             | 39           |
| 5      | Daan Breeuwsma       | 4 (8)  | 3 (13) | 4 (8)  | 5 (5)  | 16             | 34           |
| 6      | Koen Hakkenberg      | 6 (3)  | -      | -      | -      | 6              | 3            |
| 7      | Jeroen Sonneveld     | 8      | 6      | 6      | -      | 21             | -            |
| 7      | Björn Postma         | 7      | 7      | 7      | -      | 21             | -            |
| 9      | Christiaan Bökkerink | 9      | -      | -      | -      | 9              | -            |
| 10     | Leon van Oosten      | -      | -      | 5      | -      | 5              | -            |

5000 meter aflossing
| #      | Ploeg                                                                                   | Tijd     |
| ------ | --------------------------------------------------------------------------------------- | -------- |
| Goud   | Zuid-Holland A; Jeroen Sonneveld, Freek van der Wart, Niels Kerstholt en Adwin Snellink | 7:12,677 |
| Zilver | SC Thialf A; Daan Breeuwsma, Sjinkie Knegt, Jesper Hospes en Christiaan Bökkerink       | 7:20,926 |
| Brons  | SC Thialf B; Mark Prinsen, Dennis Visser, Adri Koppershoek en Bas Hamstra               | 8:04,521 |
| 4      | ASC Jaap Eden; Hendrik Detz, Diederik van der Steen, Joey Asser en Wietse Visser        | 8:15,849 |

## Vrouwen

### Afstandsmedailles
| Onderdeel | Goud             | Zilver           | Brons            |
| --------- | ---------------- | ---------------- | ---------------- |
| 500m      | Annita van Doorn | Yara van Kerkhof | Jorien ter Mors  |
| 1000m     | Jorien ter Mors  | Annita van Doorn | Yara van Kerkhof |
| 1500m     | Jorien ter Mors  | Annita van Doorn | Yara van Kerkhof |
| 3000m     | Jorien ter Mors  | Annita van Doorn | Yara van Kerkhof |

### Puntenklassement
| #      | Schaatser          | 1500m  | 500m   | 1000m  | 3000m  | Afstandspunten | Finalepunten |
| ------ | ------------------ | ------ | ------ | ------ | ------ | -------------- | ------------ |
| Goud   | Jorien ter Mors    | 1 (34) | 3 (13) | 1 (34) | 1 (39) | 6              | 120          |
| Zilver | Annita van Doorn   | 2 (21) | 1 (34) | 2 (21) | 2 (21) | 7              | 97           |
| Brons  | Yara van Kerkhof   | 3 (13) | 2 (21) | 3 (13) | 3 (13) | 11             | 60           |
| 4      | Rosalie Huisman    | 5 (5)  | 4 (8)  | 6      | 5 (5)  | 20             | 18           |
| 5      | Hilda Wijnja       | 6 (3)  | 8      | 4 (8)  | 4 (8)  | 22             | 19           |
| 6      | Lara van Ruijven   | 4 (8)  | 5      | 7      | 6 (3)  | 22             | 11           |
| 7      | Tieneke Groeneveld | 9      | 7      |        |        | 16             |              |
| 8      | Jessica Ausma      | 7      | 6      |        |        | 15             |              |
| 9      | Liduina Verbeek    | 8      |        |        |        | 8              |              |
| 10     | Rianne de Vries    |        |        | 8      |        | 8              |              |

3000 meter aflossing
| #      | Ploeg                                                                                    | Tijd     |
| ------ | ---------------------------------------------------------------------------------------- | -------- |
| Goud   | Gewest Zuid-Holland; Sanne van Kerkhof, Yara van Kerkhof, Lois Klaar en Lara van Ruijven | 4:38,267 |
| Zilver | SC Thialf Heerenveen; Rosanna Ausma, Rianne de Vries, Jorien ter Mors en Hilda Wijnja    | 4:45,253 |

1. ↑  Knegt en Ter Mors grijpen titel. nos.nl (6 februari 2011). Geraadpleegd op 21 januari 2025.
2. ↑  ShorttrackOnLine.info - Live. shorttrackonline.info. Geraadpleegd op 21 januari 2025.